# Karakteristieke klasse
In de algebraïsche topologie en de differentiaalmeetkunde, deelgebieden van een wiskunde, is een karakteristieke klasse een manier om met elke principale bundel op een topologische ruimte X een cohomologieklasse van X te associëren. De cohomologieklasse meet de mate, waarin de bundel "gedraaid" is - in het bijzonder, of het al of niet secties bezit. Met andere woorden zijn karakteristieke klassen globale topologische invarianten, die de afwijking van een lokale productstructuur van een globale productstructuur meten. Karakteristieke klassen zijn een van de unificerende meetkundige concepten in de algebraïsche topologie, de differentiaalmeetkunde en de algebraïsche meetkunde.

## Motivatie
Karakteristieke klassen zijn op een wezenlijke manier fenomenen uit de cohomologietheorie - het zijn contravariante constructies, op dezelfde manier waarop een sectie een soort van functie op een ruimte is, en om uit het bestaan van een sectie een contradictie af heeft men deze variantie nodig. In feite ontstond de cohomologietheorie na de homologie en homotopietheorie, beide covariante theorieën op basis van een afbeelding into een ruimte. De karakteristieke klassetheorie stond in de jaren 1930 als onderdeel van de obstructietheorie in de kinderschoenen. Het was een belangrijke reden waarom er een 'duale' theorie van de homologie werd gezocht. De karakteristieke klassebenadering van de krommings-invarianten was een bijzondere reden om een theorie te construeren met als doel om een veralgemeende stelling van Gauss-Bonnet te bewijzen.
Toen de theorie rond 1950 op een georganiseerde basis werd gezet (de definities werden gereduceerd tot de homotopietheorie) werd duidelijk dat de meest fundamentele karakteristieke klassen bekend die op dat moment bekend waren (de Stiefel-Whitney-klasse, de Chern-klasse en de Pontryagin-klassen) reflecties waren van de klassieke lineaire groepen en hun maximale torus-structuur. Wat meer is de Chern-klasse zelf was niet zo nieuw. Deze Chern-klasse kan men terugvinden in de Schubert-calculus op Grassmannianen en in het werk van de Italiaanse school van de algebraïsche meetkunde. Aan de andere kant was er nu een raamwerk, dat families van klassen produceerde, wanneer er een vectorbundel bij betrokken was.